# قوة الفتيات
قوة الفتيات (بالإنجليزية: Girl power، وأحيانًا تُكتب: grrrl power)؛ هو شعار يعزز ويحتفي بتمكين المرأة وباستقلالها وبقوتها وبثقتها في نفسها. يرجع الفضل في ابتكار الشعار إلى فرقة البانك «بيكيني كيل» الأمريكية، والتي نشرت مجلة بعنوان «غيرل باور» في عام 1991.

## الأصل والاستخدام المبكر
في عام 1991، نشرت فرقة البانك «بيكيني كيل» الأمريكية مجلة هواة نسوية بعنوان «قوة الفتيات». قالت كاثلين هانا، المغنية الرئيسية للفرقة، بأن عنوان المجلة مستوحى من شعار «قوة السود». أصبح المصطلح شائعًا في ثقافة البانك في أوائل ومنتصف تسعينيات القرن العشرين. وثقت موسوعة رولينغ ستون لموسيقى الروك آند رول صياغة المجلة للشعار قائلة:«صِيغ في مجلة بيكيني كيل النسوية خطة وجدول أعمال خاص للشابات داخل نطاق الموسيقى وخارجها؛ وضعت الفرقة تلك الأفكار موضع التطبيق والممارسة. (ومن قبيل المفارقة، أنه وبعد صياغة المجلة لشعار «قوة الفتيات» للمرة الأولى، اخُتير الشعار فيما بعد من قِبل فرقة موسيقى المراهقين الشعبية الإنجليزية سبايس غيرلز). ذاع صيت فرقة بيكيني كيل بين فرق موسيقى البانك أندرغراوند؛ بسبب تحديها لأساليب معينة، على سبيل المثال، مطالبتها الجمهور بأن ينزاحوا جانبًا؛ حتى لا تُدفع النساء خارج وجهة المسرح، ودعوتها للنساء بالتحدث عن الإساءات الجنسية التي تعرضن لها عبر الميكروفون».
في بعض الأحيان، تُكتب عبارة «قوة الفتيات Girl power» بطريقة أخرى grrrl power»»؛ وذلك استنادًا إلى طريقة كتابة اسم حركة «فتاة مثيرة للشغب Riot Grrrl».
استخدم فنانون آخرون الشعار في موسيقاهم، مثل فرقة هيلين لوف الويلزية، إذ ظهر الشعار في أغنيتهم لعام 1992 «فتيات سباق الفورمولا ون»، ومثل ثنائي البوب بانك شامبو، اللتان أصدرتا ألبومًا وأغنية بعنوان «قوة الفتيات» في عام 1995.

## الثقافة وسبايس غيرلز
عممت فرقة البوب البريطانية «سبايس غيرلز» الشعار في منتصف تسعينيات القرن العشرين. وفي كتابها الصادر عام 2002 بعنوان «الفتيات البطلات: القوة الجديدة في الثقافة الشعبية»، تقترح الأستاذة سوزان هوبكنز وجود ارتباط بين شعار قوة الفتيات وفرقة البوب البريطانية «سبايس غيرلز» والبطولات الأنثوية في نهاية القرن العشرين. ونسبت جيري هالويل من فرقة «سبايس غيرلز»، الفضل إلى رئيسة الوزراء السابقة مارغريت تاتشر، المحافِظة البارزة، باعتبارها رائدة لإيديولوجيتهن قوة الفتيات.
انتشر الشعار أيضًا في سياق المجال الأكاديمي، مثل ما حدث في دراسات بافي. وتشير كل من الباحثة الإعلامية كاثلين رو كارلين في مقالتها «الصراخ، والثقافة الشعبية، والموجة الثالثة للحركة النسوية: أنا لست أمي»، وإيرين كاراس في مقالتها «الفتاة الأخيرة للموجة الثالثة: بافي قاتلة مصاصي الدماء» إلى وجود رابط بين الشعار وبين الموجة الثالثة للحركة النسوية. تناقش فرانسيس إرلي وكاثلين كينيدي في مقدمة كتاب «بنات أثينا: المحاربات الجدد في التلفزيون» ما يصفنه بالارتباط بين شعار قوة الفتاة وصورة «جديدة» للمحاربات في الثقافة الشعبية.

### قاموس أوكسفورد الإنجليزي
في نسخته لعام 2001، عرّف قاموس أكسفورد الإنجليزي مصطلح قوة الفتيات على النحو التالي:
هو ممارسة الفتيات للسلطة؛ الوصف: يتجلى سلوك الاعتماد على الذات بين الفتيات والشابات عبر الطموح والاعتداد بالنفس والفردية. وعلى الرغم من استخدامه أيضًا على نطاق واسع (خاصة كشعار)، وارتبط هذا المصطلح على نحو خاص ومتكرر بالموسيقى الشعبية؛ وعلى الأخص في أوائل تسعينات القرن العشرين مع حركة «فتاة مثيرة للشغب Riot Grrrl» التي برزت لفترة وجيزة في الولايات المتحدة؛ ثم، في أواخر تسعينيات القرن العشرين، مع فرقة بريطانية أنثوية «سبايس غيرلز».
يقدم القاموس أيضًا مثالًا على هذا المصطلح باقتباس من مقالة بعنوان «بهجة ملاك»؛ وردت في عدد 24 مارس 2001 من مجلة دريم ووتش؛ حول المسلسل التلفزيوني ملاك الظلام:
بعد شخصية (سارة كونور) و (إلين ريبلي) في ثمانينيات العشرين؛ لم تكن تسعينيات القرن العشرين داعمة لصورة المرأة المحاربة باستثناء شخصية الأميرة زينا. ولكن 2000 هي ألفية جديدة الآن، وفي حين يشعل فيلم «ملائكة تشارلي» و«النمر الرابض والتنين الخفي» على نحو مؤثر؛ عاصفة على شاشات السينما، فإن المخرج (جيمس كاميرون) قد عمل على إعادة النساء المحاربات إلى الشاشات مرة آخرى. وعلى نحو مثير للإعجاب، نجح كاميرون في تحقيق ذلك عبر المزج بين النسوية المتزنة لشخصيات فيلمه «ذا ترمنايتور» وفيلمه «اللاينز» مع قوة الفتاة المثيرة في حفلة بريتني سبيرز. فكانت النتيجة هي مسلسل ملاك الظلام.

### انتقادات

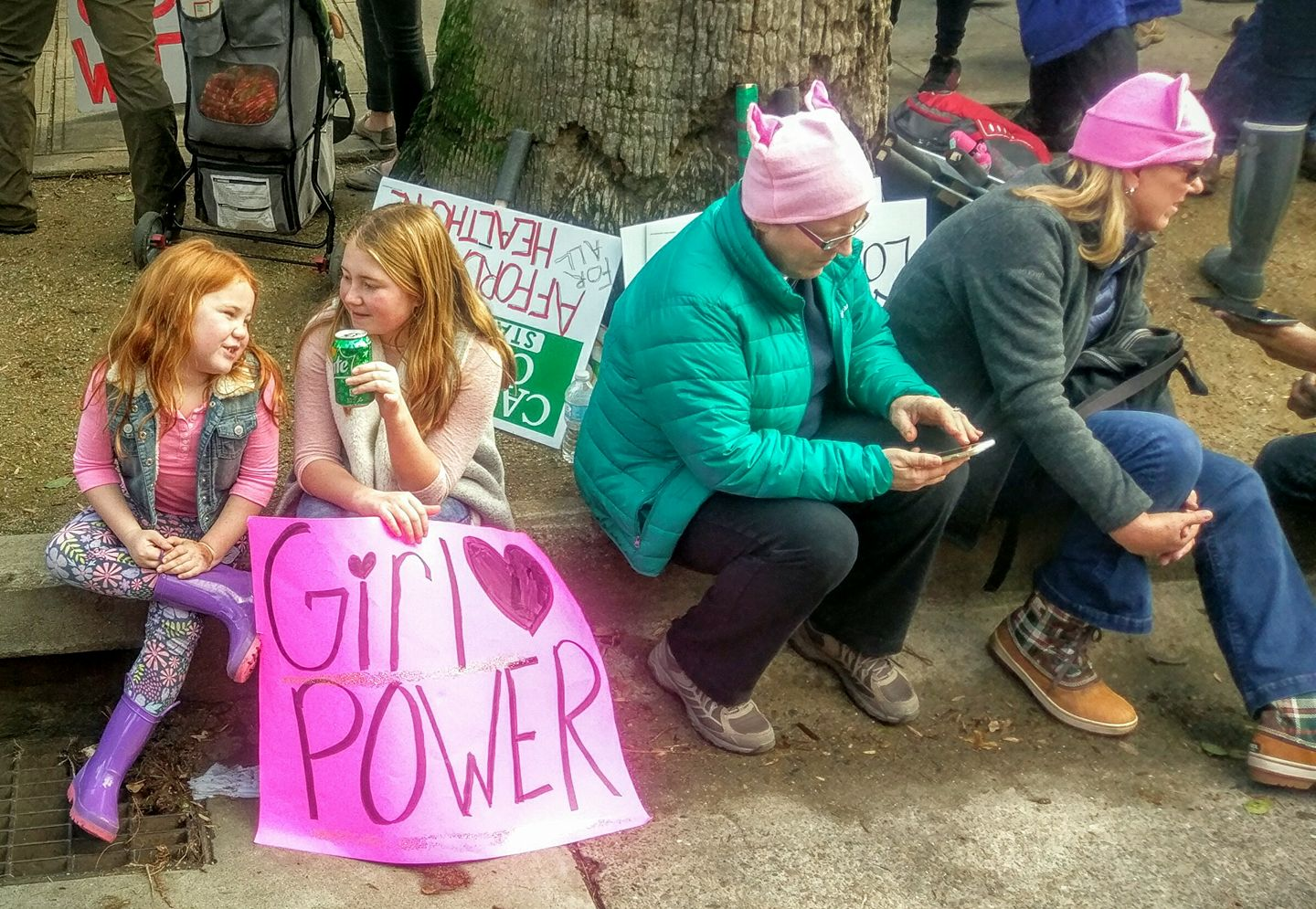
فتيات يحملن لافتة عليها الشعار بالإنجليزية في مظاهرة من احتجاجات الحراك النسائي 2017 في ساكرامنتو بولاية كاليفورنيا

انتقدت الدكتورة ديبي جينغ، رئيسة هيئة التدريس لدراسات التواصل بجامعة دبلن سيتي، غايات ومبادئ شعار «قوة الفتيات»، وربطت ذلك بعمليات تجنيس الأطفال الصغار، وبخاصة الفتيات. وتحذر إيمي مكلور، من جامعة ولاية كارولينا الشمالية، من إعطاء الكثير من الأمل لشعار «قوة الفتيات» باعتباره مفهومًا تمكينيًا. تقول إيمي مكلور: «من غير الممكن للإيديولوجية القائمة على النزعة الاستهلاكية أن تكون حركة اجتماعية ثورية. وحقيقة أنها تبدو حركة ثورية هي أكذوبة خطيرة لا يبيعها المسوقون لنا فحسب، بل إننا في كثير من الأحيان ما نبيعها لأنفسنا بكل سرور». في كثير من الأحيان يمكن لوسائل الإعلام أن تقدم تعريفًا محدودًا لما يعنيه أن تكون فتاة. أحد الأمثلة الشائعة هي أن تكون الدمى، مثل باربي ماتيل، رائجة بين الفتيات. تجسد باربي «أنا استطيع»؛ الرائجة مؤخرًا هذا المفهوم من «قوة الفتيات»: إذ تلخص مفهوم أنه من الممكن للفتيات الصغيرات أن يصبحن أي شيء يردنه عندما يكبرن. ويمكن القول أيضًا بأن صورة الباربي قد تقدم هي الآخرى خيارات محدودة لما يعنيه أن تكون فتاة في الأيام الحالية. انتقدت هانا جين باركينسون، من صحيفة الغارديان، هذا المصطلح واصفة إياه بأنه شيء تختبئ خلفه «الشابات اللواتي يشعرن بمزيد من الثقة في تسمية أنفسهن بالنسويات وبالمناصرات لمبادئ المساواة»، واستنكرته باركينسون لإدراجه كلمة «فتيات»؛ زاعمة بأنه يروج لتسمية النساء البالغات بالفتيات.